# Clan Di Cosola

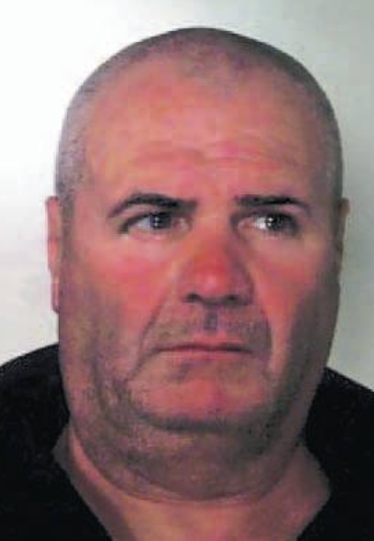
Antonio Di Cosola, storico capo del clan. Morto nel 2018.

Il clan Di Cosola è un'organizzazione criminale, originaria della città di Bari, operante soprattutto nei quartieri Carbonara, Ceglie del Campo e Loseto. Dopo la morte di Antonio Di Cosola e l'attività di contrasto delle Istituzioni, il clan è ritenuto dalle autorità fortemente indebolito.

## Storia
Il clan è stato fondato negli anni '80 da Antonio Di Cosola, detto «Strascinacuvert», uno dei primi veri boss della malavita barese, insieme a Francesco Biancoli, Savino Parisi e Giuseppe Mercante. Mentre il clan Di Cosola è considerato uno dei più antichi clan della città di Bari.
Nel 2015, un'operazione antimafia dei Carabinieri di Bari ha svelato attività criminali legate al clan Di Cosola, grazie a indagini durate mesi e basate su testimonianze di collaboratori di giustizia. Le informazioni ottenute hanno portato al sequestro di numerosi armamenti, tra cui armi da guerra e un bazooka, recuperati in una zona rurale. Questi reperti indicano che il clan stava preparando un conflitto per il controllo del territorio nella città. La costante azione delle forze dell'ordine ha impedito che la situazione degenerasse, evidenziando l'impegno dello Stato nel contrastare la criminalità organizzata.
Nel 2015, Antonio Di Cosola, allora detenuto a Sassari in regime di 41 bis, decise di collaborare con la giustizia. La sua scelta, che fu presa alcune settimane prima, venne resa nota durante l'udienza preliminare per 29 presunti affiliati al suo clan, accusati di reati come omicidi, tentati omicidi e ferimenti tra il 1993 e il 1998. Di Cosola era coinvolto in numerose inchieste, tra cui estorsioni, traffico di droga e racket dei videopoker. La sua collaborazione con la giustizia portò a rivelazioni importanti riguardo alle attività illecite del clan e ai legami con altre organizzazioni criminali locali. Questa decisione di collaborare arrivò a pochi giorni di distanza dal pentimento della moglie di Antonio Battista, un altro esponente di rilievo del clan carbonarese, che anch'essa decise di fare il passo di collaborare con le autorità. Questi pentimenti eccellenti contribuirono in modo significativo a far luce sugli affari illeciti del clan Di Cosola e sui suoi rapporti con altre clan operanti in provincia di Bari.
La lista dei pentiti presunti affiliati al clan Di Cosola si è ampliata nel 2016 con la decisione di Michele Di Cosola, figlio del boss Antonio, di seguire le orme del padre. Questa novità è emersa durante l'inchiesta «Attila», condotta dai carabinieri del nucleo investigativo del comando provinciale, che ha portato, tra la fine del 2015 e l'inizio del 2016, all'arresto di cinque persone: Teodoro Frappampina, Luigi Guglielmi, Giovanni Martinelli, Carlo Giurano e Alfredo Sibilla. Tutti sono accusati di associazione mafiosa aggravata dall'uso di armi. Le indagini hanno rivelato un acceso scontro interno al clan, con due fazioni in conflitto per il vuoto di potere lasciato dal pentimento di Antonio Di Cosola. Michele Di Cosola, interrogato il 2 dicembre 2015, ha fornito dettagli cruciali sugli equilibri interni, confermando l'affiliazione di Luigi Guglielmi e l'alto grado di affiliazione di Giovanni Martinelli. Michele ha inoltre rivelato che il clan, nonostante il pentimento di Antonio, ha continuato a operare nell'estorsione, nel traffico di droga e nel possesso di armi, cercando di consolidare il controllo su diverse aree della provincia barese.
Nel 2018, Antonio Di Cosola, è morto in carcere all'età di 64 anni. Di Cosola, che era detenuto nel penitenziario di Monza, è deceduto a causa di un infarto. Dopo essersi pentito nel settembre 2015, aveva rivelato importanti dettagli sui traffici illeciti gestiti dal suo clan e sulle attività criminali degli ultimi decenni. In seguito alla sua decisione di collaborare, era stato posto sotto programma di protezione, così come la moglie e il figlio, che vivevano in località protetta. Di Cosola è stato considerato uno dei boss più influenti della storia della criminalità di Bari.

### Situazione dopo la morte del capo storico
Secondo le indagini svolte nel 2019, nonostante la morte del suo storico capo, il clan Di Cosola si è frazionato in tre gruppi distinti, tutti riconducibili ai congiunti del boss defunto, in particolare a suoi fratelli e nipoti, che sono entrati in competizione per il controllo dell'organizzazione. I nuovi capi del clan hanno mantenuto un profilo basso, continuando a essere attivi nel traffico di stupefacenti e nelle estorsioni. Tra le figure emergenti c'erano Cosimo Di Cosola, fratello di Antonio, e i cugini Domenico e Vincenzo Masciopinto, nipoti del defunto boss. Cosimo, già coinvolto in diversi agguati, è stato arrestato nel 2018 insieme ai cugini per estorsione, accusati di aver cercato di ottenere denaro da un altro membro della famiglia, Vincenzo Di Cosola, minacciandolo con la promessa di protezione. La morte di Antonio Di Cosola non ha segnato la fine del clan, ma ha solo cambiato le dinamiche interne, con i nuovi leader pronti a riprendere le redini, continuando le attività criminali in silenzio, mentre molti credono che il clan fosse ormai estinto.
Nel 2021, dieci affiliati al clan Di Cosola sono stati condannati a oltre 60 anni di reclusione, con la sentenza definitiva della Corte Suprema di Cassazione, che ha confermato la condanna per reati di associazione mafiosa, scambio elettorale politico-mafioso e coercizione elettorale. Le indagini, condotte tra il 2015 e il 2016, avevano svelato come il clan avesse manipolato le elezioni regionali del 2015, offrendo denaro per ottenere preferenze e intimidendo gli elettori con minacce di ritorsioni in caso di mancato voto. Il provvedimento ha portato all'arresto di quattro imputati liberi e alla notifica di provvedimenti restrittivi per gli altri sei, già detenuti.